# Galactosomum spinetum
Galactosomum spinetum är en plattmaskart. Galactosomum spinetum ingår i släktet Galactosomum och familjen Heterophyidae. Inga underarter finns listade i Catalogue of Life.